# Christopher Saunders
Christopher Alan Saunders (ur. 15 stycznia 1950 w Melbourne) – australijski duchowny rzymskokatolicki, biskup diecezjalny Broome w latach 1996-2021. 

## Życiorys
Święcenia kapłańskie przyjął 28 sierpnia 1976 w diecezji Broome, udzielił ich mu ówczesny ordynariusz tej diecezji bp Johannes Jobst SAC. 3 listopada 1995 papież Jan Paweł II mianował go następcą bpa Jobsta na tym stanowisku. Sakrę otrzymał 8 lutego 1996 z rąk swojego poprzednika.
Na wiosnę 2021 australijska policja zakończyła śledztwo w sprawie zarzutów o nadużycia seksualne. Mimo tego, 28 sierpnia 2021 papież Franciszek przyjął jego rezygnację z funkcji biskupa Broome w związku z wewnętrznym postępowaniem kościelnym, dotyczącym jego decyzji i finansowego zarządzania diecezją.